# داريوس ماكاريا
داريوس ماكاريا (بالرومانية: Darius Makaria)‏ مواليد 2 فبراير 1993 في بايا ماري، هو لاعب كرة يد روماني يلعب كحارس مرمى. يلعب حاليا مع نادي سيفين لكرة اليد ويحمل الرقم 16.

## المسيرة الاحترافية
لعب مع نادي سي إس إم بوخارست لكرة اليد في الدوري الروماني من سنة 2011 إلى 2013، ثم لعب مع نادي دينامو بوخارست لكرة اليد من سنة 2013 إلى 2016، ثم لعب مع نادي سيفين لكرة اليد في الدوري الإسباني في سنة 2016.

## الإنجازات
- الدوري الروماني لكرة اليد:
  - الميدالية الذهبية: 2016
  - الميدالية البرونزية: 2015